# Betina O'Connell
María Betina O'Connell (Buenos Aires, 5 de abril de 1972) es una actriz argentina de teatro y televisión. Saltó a la fama después de su actuación en la tira juvenil Montaña rusa. En el 2014 participó en Somos familia como la villana principal.

## Televisión
| Año         | Título                   | Personaje                         | Canal          |
| ----------- | ------------------------ | --------------------------------- | -------------- |
| 1994 - 1995 | Montaña rusa             | Paula Ruiz                        | El Trece       |
| 1996        | Los ángeles no lloran    | Belén Linares                     | Canal 9        |
| 1997        | Ricos y famosos          | Trinidad "Trini" Echeverri        | Canal 9        |
| 1998 - 1999 | Como vos & yo            | Mariana de Alvear                 | El Trece       |
| 2000        | Los médicos de hoy       | Martina Ezcurra                   | El Trece       |
| 2001        | PH, propiedad horizontal |                                   | Canal 9        |
| 2001        | Tiempo final             | Luciana "Ep: El Quirófano"        | Telefe         |
| 2002        | Kachorra                 | Mercedes "Mecha" Gren             | Telefe         |
| 2002        | Infieles                 | Franca "Ep: La última oportunidad | Telefe         |
| 2002        | Juegos de opuestos       | desconocido                       | El Trece       |
| 2003        | De la cama al living     | desconocido                       | TV Pública     |
| 2003        | Durmiendo con mi jefe    | Marina Di Carlo                   | El Trece       |
| 2004        | Culpable de este amor    | Gimena Soldati                    | Telefe         |
| 2005        | Conflictos en red        | Paula "Ep: Imborrable"            | Telefe         |
| 2006 - 2009 | Mi bebé                  | Conductora                        | Utilísima      |
| 2009 - 2010 | Herencia de amor         | Loredana Vitti                    | Telefe         |
| 2011 - 2012 | 3 deseos                 | Conductora                        | Utilísima      |
| 2014        | Somos familia            | Irene Lamas                       | Telefe         |
| 2017 - 2019 | Kally's Mashup           | Carmen Ponce                      | Nick           |
| 2023        | Entrelazados             | Lucia Sharp                       | Disney Channel |

## Teatro
| Teatro | Teatro                                     | Teatro     |
| Año    | Título                                     | Personaje  |
| ------ | ------------------------------------------ | ---------- |
| 2014   | Hembras, Un encuentro con Mujeres Notables | Eva Duarte |

## Fuente de información
- Betina O'Connell en Internet Movie Database (en inglés).